# Wypych (Kuźnica Błońska)
Wypych – część wsi Kuźnica Błońska w Polsce, położona w województwie łódzkim, w powiecie sieradzkim, w gminie Klonowa.
W latach 1975–1998 Wypych administracyjnie należał do województwa sieradzkiego.